# Homalium mathieuanum
Espèce
Classification phylogénétique
Statut de conservation UICN

 EN  : En danger
Homalium mathieuanum est une espèce de plantes à fleurs du genre Homalium et de la famille des Flacourtiaceae, selon la classification classique, des Salicaceae, selon la classification phylogénétique. Elle est endémique de Nouvelle-Calédonie.